# Olsenbanden kommer igen
Olsenbanden kommer igen (norska: ...men Olsenbanden var ikke død!) är en norsk film från 1984 regisserad av Knut Bohwim. Filmen hade premiär i Norge 6 september 1984. Filmen är den trettonde i serien om Olsenbanden.

## Handling
Det börjar i Frankrike, där Egon blir arresterad. Handlingen fortsätter i Oslo när Egon har kommit ut. Valborg har börjat på målarkurs. Det ger Egon idén att byta ut Edvard Munchs målningar genom att utnyttja Valborgs tjänst som städerska på Munchmuseet.

## Om filmen
Detta är den enda klassiska norska Olsenbanden-filmen som inte baseras på ett danskt originalmanus.

## Rollista
- Arve Opsahl - Egon Olsen
- Carsten Byhring - Kjell Jensen
- Sverre Holm - Benny Fransen
- Aud Schønemann - Valborg
- Per Tofte - Cap Cheval
- Sverre Wilberg - Hermansen
- Ulf Wengård - konstapel Blom
- Ove Verner Hansen - Biffen
- Knut Lystad - säkerhetschef
- Jon Skolmen - vaktmästare
- Harald Heide-Steen Jr. - dirigent